# Manukau City
Manukau City war bis zum 30. Oktober 2010 eine eigenständige Territorial Authority (Gebietskörperschaft) in der Region Auckland auf der Nordinsel von Neuseeland. Im Jahr 2006 war Manukau City mit 328.968 Einwohnern die fünftgrößte Stadt des Landes.

## Zusammenlegung zum Auckland Council
Manukau City wurde am 1. November 2010 zusammen mit den Städten Auckland City, Waitakere City und North Shore City, den Distrikten Papakura District, Rodney District und einem Teil des Franklin Districts und der Verwaltungseinheit Auckland Region zum Auckland Council zusammengefasst. Mit Auckland war früher zumeist der Großraum Auckland gemeint, zu dem neben Auckland City noch Manukau City, Waitakere City und North Shore City gehörten, seit 2010 verbindet man mit dem Namen Auckland den Auckland Council.

## Geographie
Manukau City grenzte mit einer Fläche von 683 km² im Norden an Auckland City und teilte sich die Grenze im Südosten mit dem Franklin District und im Südwesten mit dem Papakura District. Im Westen fügt sich der Manukau Harbour an und im Osten bildet der Hauraki Gulf und der Firth of Thames die natürliche Grenze.